# Tolérance d'usinage
Pour les articles homonymes, voir tolérance.
 (octobre 2023).
Si vous disposez d'ouvrages ou d'articles de référence ou si vous connaissez des sites web de qualité traitant du thème abordé ici, merci de compléter l'article en donnant les références utiles à sa vérifiabilité et en les liant à la section « Notes et références ».
L'imprécision inévitable des procédés d'élaboration fait qu'une pièce ne peut pas être réalisée de façon rigoureusement conforme aux dimensions nominales fixées au préalable sur le plan. On est donc dans l'obligation de se dire que chacune des dimensions de la pièce effectivement réalisée est comprise entre deux cotes limites, compatibles avec un fonctionnement correct de la pièce. La différence entre ces deux dimensions constitue la tolérance.
Les tolérances sont généralement spécifiées en millièmes de pouce ou en centièmes de millimètre.
| Procédé de fabrication      | Ébauche | Demi-finition | Finition |
| --------------------------- | ------- | ------------- | -------- |
| Sciage                      | 2       | —             | —        |
| Tournage - fraisage         | 0,7     | 0,25          | 0,05     |
| Rabotage                    | 0,5     | 0,25          | 0,1      |
| Perçage                     | 0,3     | 0,1           | 0,1      |
| Alésage (outil d'enveloppe) | 0,3     | 0,15          | 0,03     |
| Alésage (outil de forme)    | 0,2     | 0,1           | 0,03     |
| Rectification               | 0,02    | 0,003         | 0,001    |
| Brochage                    | 0,01    | 0,003         | 0,001    |
| Rodage                      | —       | —             | 0,0005   |